# Visconde da Barrosa
Visconde da Barrosa foi um título nobiliárquico português criado por D. Carlos I de Portugal, por decreto de 9 de julho de 1892, a favor de José Ribeiro Lima da Costa Azevedo. Ele seria o primeiro titular.